# Greensill Capital
Greensill Capital était un prestataire de services financiers actif au Royaume-Uni et en Australie. Son activité consistait à proposer des solutions de financement logistique. La société, fondée en 2011 par Lex Greensill, a déposé le bilan le 8 mars 2021.

## Histoire
La société a été fondée en 2011, et s'est focalisée à l'origine sur le financement de la chaîne d'approvisionnement. Elle a par la suite diversifié ses sources de revenus, offrant également des services bancaires conventionnels via une filiale allemande, Greensill Bank, des obligations assises sur les dettes qu'elle rachetait, ainsi que des fonds gérés avec des organisations partenaires, dont la banque Crédit suisse.
Le fonds américain de capital-investissement General Atlantic a investi 250 millions de dollars dans Greensill en 2018. En 2018, Greensill a bénéficié d'une large couverture médiatique, et d'une procédure d'enquête menée par Lord Myners pour son implication supposée dans un scandale en lien avec le gestionnaire d'actifs anglo-suisse GAM.[réf. nécessaire]
Début 2019, Softbank a investi 800 millions de dollars dans l'entreprise via son Vision Fund. Cet investissement a permis à Greensill de se développer rapidement, augmentant son effectif de 500 employés en 2019 à près de 1000 au début de 2021, répartis dans 16 bureaux. Grâce à l'investissement de Softbank, la société a pu éviter d'examiner d'autres manières de lever des fonds, à l'instar d'une introduction en bourse. À la fin de 2020, la société avait commencé à rechercher d'autres investisseurs, dans le but de lever entre 500 et 600 millions de dollars et de réaliser ensuite une introduction en bourse dans les deux ans. Afin d'atteindre cet objectif, le conseil d'administration de la société a approuvé la vente de ses quatre avions, dont un Gulfstream G650.

### Faillite
En juillet 2020, un groupe d'assureurs dirigé par Tokio Marine, qui assurait 4,6 milliards de dollars du fonds de roulement de Greensill, a annoncé à la société qu'il cesserait de fournir la couverture,. Cette décision est intervenue après que Tokio Marine a découvert qu'un employé de l'une de ses filiales avait fourni une couverture qui dépassait ses limites de risque. Greensill a tenté d'obtenir une extension de la couverture, notamment en intentant une action en justice contre ses assureurs, mais en a été déboutée,. Après cet échec, Greensill tenta d'obtenir la même assurance auprès d'autres compagnies, sans succès.
Fin 2020, Greensill a commencé à rechercher un nouvel auditeur après être devenu trop grand pour son auditeur de l'époque, Saffery Champness. KPMG, Deloitte, les membres des Big Four et le cabinet BDO ont tous refusé de devenir le nouvel auditeur de Greensill.
Le 1er mars 2021, Crédit suisse gela 10 milliards de dollars de fonds investis dans les produits financiers de Greensill et détenus par ses fonds d'investissement. Selon le Financial Times, "les inquiétudes de Crédit suisse concernant les fonds atteignirent leur paroxysme parce que les polices d'assurance couvrant les défaillances d'une partie de ses actifs avaient expiré au cours du week-end". Selon le Wall Street Journal, Crédit suisse était également préoccupé par la forte exposition de Greensill aux entreprises liées au magnat de l'acier Sanjeev Gupta.
En mars 2021, Greensill envisagea de déposer le bilan après le gel des fonds de Crédit suisse. Le 1er mars 2021, le Wall Street Journal révéla que Greensill avait fait appel à Grant Thornton pour l'aider lors d'un éventuel dossier de restructuration ou de faillite qui devait avoir lieu dans quelques jours. Le 2 mars, Greensill Capital annonça son intention de céder ses activités opérationnelles, selon un rapport de Bloomberg News, à Apollo Global Management ou à une société affiliée, Athene Holdings. Greensill Capital déclara qu'elle disposait d'une "période d'exclusivité [pour la cession] avec une institution financière mondiale de premier plan en vue de conclure une transaction avec eux cette semaine". Le 12 mars, il fut annoncé que l'accord avec Athene avait échoué. L'accord fut rompu en partie en raison de la faible valeur des actifs de Greensill, qui fut diminuée par un partenariat entre la société technologique Taulia, JPMorgan Chase et d'autres banques,. Taulia facilitait les prêts de plusieurs sociétés financières à des clients, et Greensill représentait une source importante d'activité. Les activités de prêt de Greensill via Taulia ayant été reprises par JPMorgan, Athene avait d'autant moins de raisons d'acquérir Greensill.
Le 8 mars 2021, Greensill se plaça sous la protection des tribunaux, car elle était incapable de rembourser un prêt de 140 millions de dollars à Crédit suisse et avait subi un défaut de paiement de GFG Alliance, l'un de ses principaux clients,.
Le 25 mars 2021, les dirigeants de Crédit suisse estimaient que les investisseurs dans ses fonds de financement de la chaîne d'approvisionnement pourraient subir des pertes pouvant atteindre 3 milliards de dollars. Avant la faillite de Greensill, les actifs de ces fonds s'élevaient à 10 milliards de dollars.

### Poursuites judiciaires et répercussions
Le 15 mars 2021, Bluestone Resources Inc., une société d'extraction de charbon appartenant au gouverneur de Virginie-Occidentale Jim Justice, intenta une action contre Greensill pour fraude. Il soutenait que Greensill s'était écarté du financement standard de la chaîne d'approvisionnement pour s'engager dans une pratique plus spéculative, offrant des prêts non seulement basés sur des dettes que d'autres entreprises avaient déjà contractées, mais également sur la base de transactions qui devaient se produire à l'avenir,. Le 31 mai 2021, il a été révélé que le gouverneur Justice avait personnellement garanti les prêts reçus de Greensill, pour un total de près de 700 millions de dollars.
Un certain nombre de villes allemandes ont retiré leur argent de petites banques privées après avoir perdu des millions d'euros du fait de la faillite de Greensill.
Le directeur des risques et de la conformité de Crédit suisse et le responsable de la banque d'investissement du groupe auraient aussi démissionné, en raison des pertes résultant de l'effondrement de Greensill et des 4,7 milliards de dollars de pertes associés à la chute d'Archegos Capital Management.

## Activités
Selon les documents déposés par la société devant les tribunaux, Greensill avait trois activités principales : le financement de la chaîne d'approvisionnement (également appelé affacturage inversé ou reverse factoring,), le financement des comptes clients (également appelé affacturage ou factoring) et une pratique qu'elle désignait elle-même par la formule « financement des créances clients à venir ».
Dans l'affacturage traditionnel, une entreprise vend à un tiers les factures qu'elle a émis à ses clients. ce tiers collecte ensuite les sommes dues par les clients. Dans l'affacturage inversé, un tiers, en l'occurrence Greensill, paie une dette due par une entreprise à ses fournisseurs avec une légère décote, mais bien plus rapidement que le délai prévu dans le contrat initial. Ce tiers se fait ensuite rembourser par l'entreprise. L'activité de « financement des créances clients à venir » consiste à prêter des sommes à une entreprise avant qu'une vente soit faite, et à espérer un remboursement dans l'hypothèse où cette vente se produirait effectivement. Cette activité est considérée comme spéculative et risquée.
Traditionnellement, les banques jouaient un rôle majeur dans les solutions de financement logistique,, mais l'évolution de la réglementation prudentielle a rendu cette activité moins rentable. Cette tendance réglementaire a en partie conduit à l'émergence de Greensill et d'autres entreprises similaires, qui ne sont pas soumises aux mêmes exigences prudentielles. Les partisans de l'affacturage inversé affirment que la pratique profite aux fournisseurs, car elle leur permet de voir leurs dettes  réglés plus rapidement. Ceux qui critiquent la pratique s'y opposent généralement car elle peut permettre aux entreprises, selon les règles comptables applicables, de dissimuler des dettes, et encourager par ricochet les retards de paiement de la partie la plus forte dans la relation commerciale, qu'il s'agisse du client ou du fournisseur.
Pour financer ses activités, Greensill s'appuyait sur des emprunts accordés par des fonds de placement spécialisés dans la logistique et gérés par Crédit Suisse : Greensill émettait régulièrement des titres de créance qui étaient achetés par les fonds d'investissement, procurant ainsi des liquidités à Greensill. Le remboursement des prêts était garanti par les droits de Greensill au remboursement des fonds versés aux fournisseurs de ses clients. Or, selon Bloomberg et The Wall Street Journal, les fonds d'investissement affiliés à Crédit Suisse auraient aussi acheté des valeurs mobilières liées à l'activité dite de « financement des créances clients à venir » de Greensill : ces prêts n'étaient garantis que par des ventes futures et incertaines, et étaient donc plus risqués que ceux rattachés aux activités d'affacturage standard,.

## Polémique

### Financement d'entreprises liées à Softbank

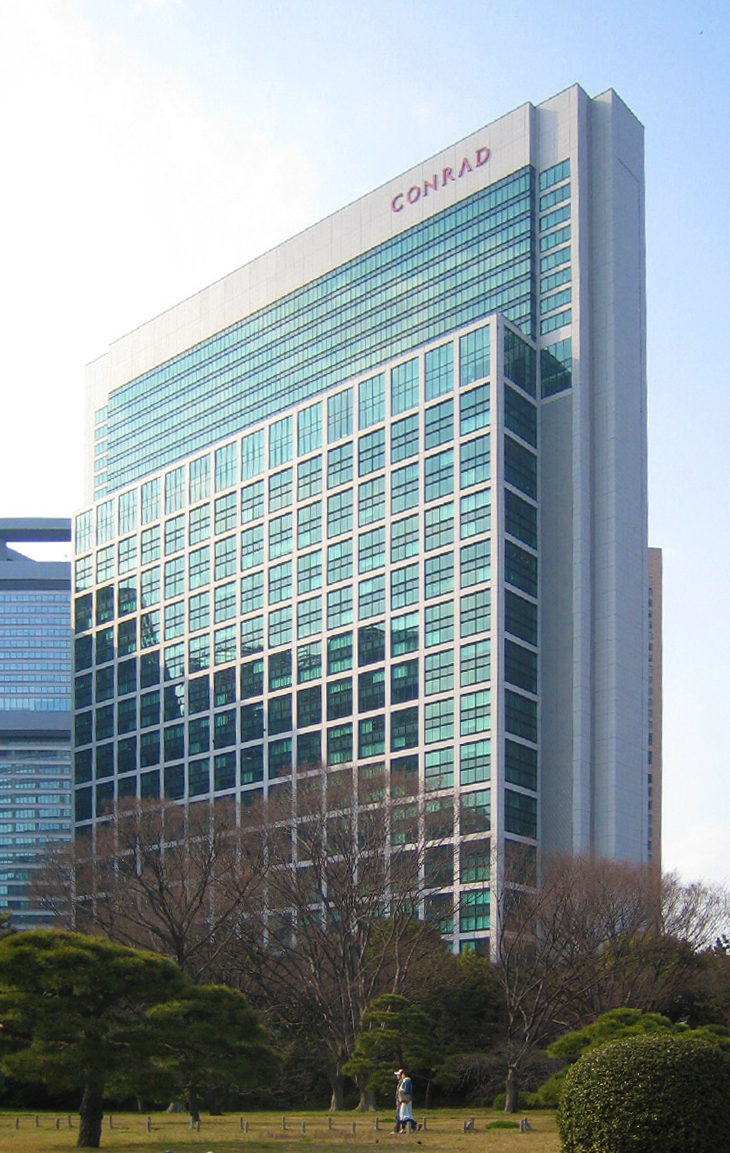
Siège de Softbank à Tokyo.

Le 14 juin 2020, le Financial Times révéla que Softbank avait investi plus de 500 millions de dollars dans les fonds d'investissement du Credit Suisse qui finançaient les activités de Greensill. Greensill, quant à elle, a fourni des financements à diverses entreprises dans le giron par Softbank, dans une forme de financement circulaire. L'exposition du fonds aux sociétés soutenues par Softbank s'élevait à 15% de ses actifs, selon des documents internes,. Selon un article de mars 2021 du Wall Street Journal, le montant placé par Softbank dans les fonds de Crédit suisse était proche de 1,5 milliard de dollars et avait été investi à la suite d'une demande de Lex Greensill au PDG de Softbank, Masayoshi Son. En juillet 2020, Softbank avait liquidité tous ses investissements dans les fonds de Crédit suisse,. Selon le Crédit suisse, les autres investisseurs s'étant positionnés dans les fonds "n'ont subi aucune perte du fait de ces relations",.

### Exposition à GFG Alliance
Jusqu'à sa faillite, Greensill Capital et sa filiale allemande Greensill Bank avaient une exposition significative à GFG Alliance, un groupe d'entreprises associées au magnat de l'acier Sanjeev Gupta. L'exposition des entreprises de Lex Greensill à GFG Alliance s'élevait à 5 milliards de dollars,. À l'inverse, GFG Alliance dépendait fortement du financement de Greensill Capital pour mener ses opérations. GFG Alliance s'est notamment appuyée massivement sur le programme dit de « financement des créances clients à venir » de Greensill Capital,. Selon le Financial Times, les défauts de paiement de GFG Alliance sont en partie responsables de la faillite de Greensill Capital. Le 8 mars 2021, Bloomberg révéla que GFG Alliance estimait qu'elle deviendrait elle-même insolvable si Greensill s'effondrait et faisait défaut sur certaines des obligations émises.

### Enquête de la BaFin
En 2020, l'autorité financière allemande, la BaFin, a ouvert une enquête sur la comptabilité de Greensill Bank. En mars 2021, la BaFin a déposé plainte contre Greensill Bank et interdit les activités de la banque,,.

### Implication de David Cameron

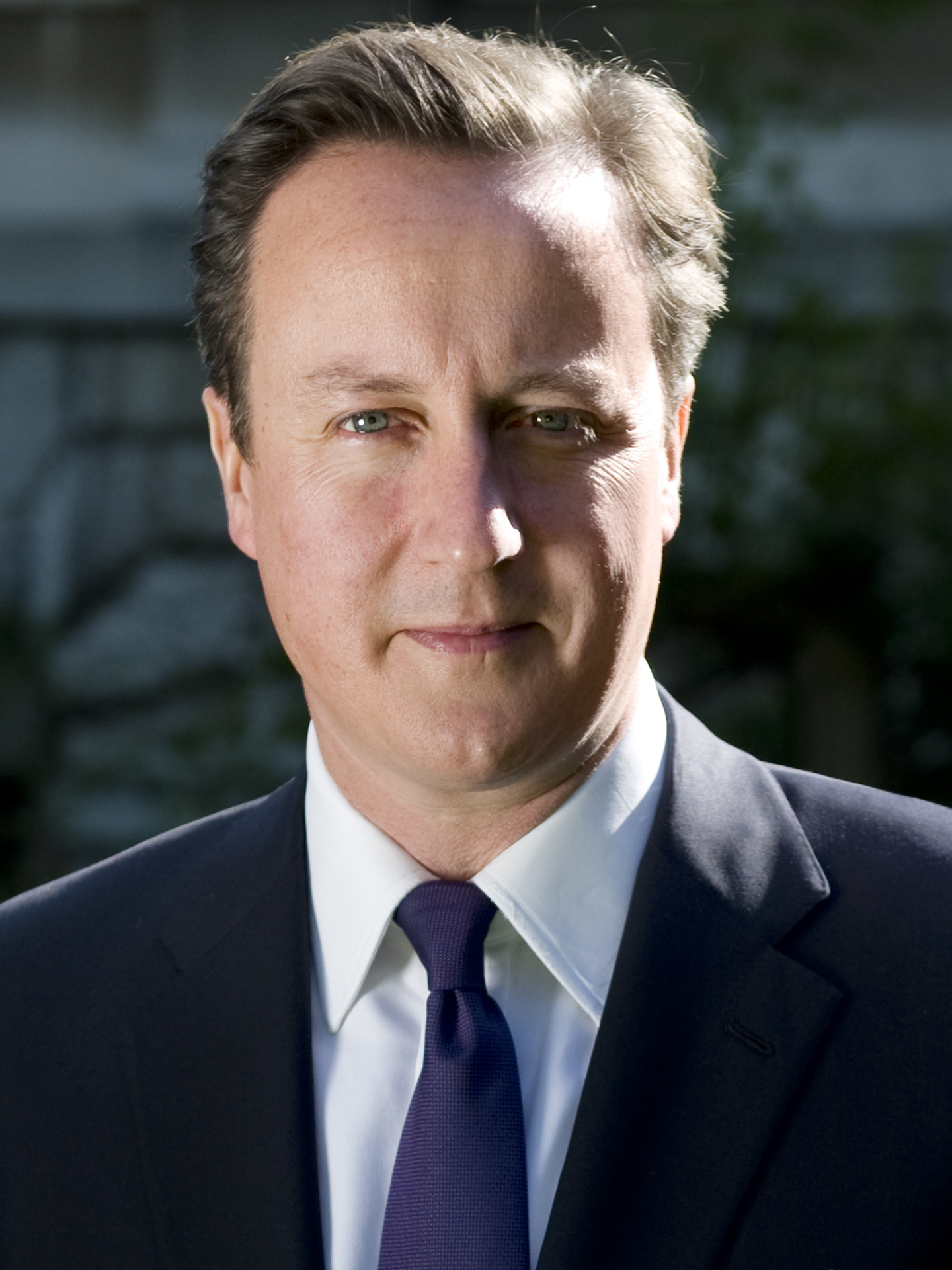
David Cameron, ancien Premier ministre britannique et consultant engagé par Greensill Capital.

En 2018, l'ancien Premier ministre britannique David Cameron est devenu consultant pour Greensill. Alors que son poste n'était pas directement rémunéré, il a reçu des actions qui auraient pu valoir 70 millions de livres sterling dans l'hypothèse d'une introduction en bourse. Selon diverses sources, Cameron a fait pression sur les membres du gouvernement britannique au profit de Greensill,,. En avril 2021, le Trésor britannique a ainsi publié des SMS envoyés par le chancelier de l'Échiquier, Rishi Sunak, à David Cameron à partir d'avril 2020, qui montraient que Sunak avait "poussé l'équipe" à examiner la demande de Greensill pour des prêts COVID-19 garantis par l'Etat, avant de finalement rejeter sa candidature en juin 2020. Le Trésor a refusé de divulguer les messages envoyés par David Cameron à Rishi Sunak, mais a révélé que l'ancien Premier ministre avait également contacté de manière informelle deux autres ministres du département sur le même sujet,. Le 12 avril 2021, le Premier ministre Boris Johnson a ordonné une enquête sur l'effondrement de Greensill et les efforts de lobbying de David Cameron,,.

### Prêts à Sanjeev Gupta
En juin 2021, il a été révélé que la British Business Bank, propriété du gouvernement britannique, avait prêté à Greensill jusqu'à 400 millions de dollars sans que des vérifications détaillées soient effectuées. Greensill a à son tour prêté ces fonds à huit sociétés différentes liées au magnat de l'acier Sanjeev Gupta. Le National Audit Office a averti que le contribuable britannique pourrait perdre tout l'argent prêté, soit une perte potentielle de 335 millions de livres sterling.